# 石棉県
石棉県（せきめん-けん）は中華人民共和国四川省雅安市に位置する県。

## 行政区画
- 街道:新棉街道
- 鎮:安順場鎮、回隆鎮、美羅鎮
- 郷:永和郷、迎政郷、豊楽郷
- 民族郷:蟹螺チベット族郷、栗子坪イ族郷、新民チベット族イ族郷、王崗坪イ族チベット族郷、草科チベット族郷

## 交通
道路
高速道路
- 京昆高速道路

国道
- G108国道

省道
- 211省道

## 健康・医療・衛生
- 石棉県人民医院
- 石棉県中医院